# Tuberculatus annulatus
Tuberculatus annulatus är en insektsart som först beskrevs av Hartig 1841. Enligt Catalogue of Life ingår Tuberculatus annulatus i släktet Tuberculatus och familjen långrörsbladlöss, men enligt Dyntaxa är tillhörigheten istället släktet Tuberculatus och familjen borstbladlöss. Arten är reproducerande i Sverige. Inga underarter finns listade i Catalogue of Life.

## Bildgalleri

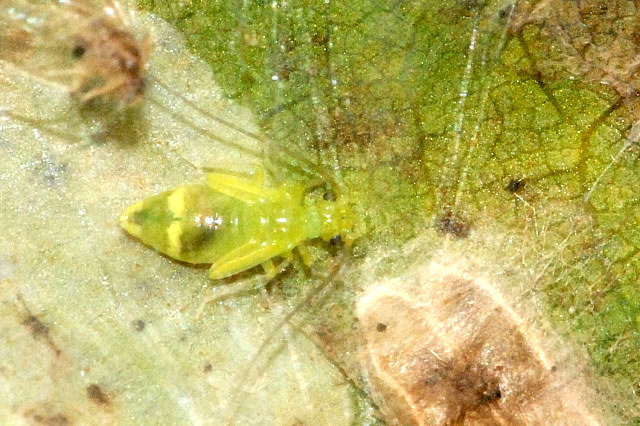